# Archigregarinorida
Az Archigregarinorida az Apicomplexa törzs Gregarinasina alosztályának rendje. Fajai tengeri gerinctelenek – általában gyűrűsférgek, aszcídiák, félgerinchúrosok – parazitái.

## Taxonómia
Levine 1971-ben újradefiniálta e rendet. Jelenleg 2 családban (Exoschizonidae és Selenidioididae) 76 faja ismert. Előbbi monotipikus – 1 egyfajú génusza (Exoschizon) van –, utóbbiba 7 génusz (Filipodium, Merogregarina, Meroselenidium, Platyproteum, Selenidioides, Veloxidium, Selenidium) tartozik 3, 1, 1, 1, 11, 1, illetve 56 fajjal. A Selenidium parafiletikus, mivel utolsó közös őséből jött létre többek közt a Veloxidium is.
Levine hozta létre a Selenidioides génuszt a merogóniát mutató 11 fajra, melyek szerinte „valóban az Archigregarinorida tagjai”, míg a Selenidiumot az Eugregarinoridába helyezte.

## Filogenetika
DNS-tanulmányozás alapján az Archigregarinorida a Gregarinasina többi tagjának őse. Filogenetikai elemzés szerint parafiletikus csoport, mely felosztandó. A Neogregarinorida feltehetően az Eugregarinorida leszármazottja. Ha ez igaz, az evolúciós sorrend a következő: az Archigregarinoridából alakult ki az Eugregarinorida, melyből a Neogregarinorida alakult ki.
Morrison molekuláris adatai szerint a Gregarinasinának tagja a Haemosporidia.

## Leírás
A rend fajai viszonylag nagy orsó alakú sejtek az Apicomplexa más tagjaihoz és az eukarióta egysejtűekhez képest (egyes fajok 850 µm-nél hosszabbak). Legtöbb fajuk longitudinális epicitás ráncokkal rendelkezik gyűrűsféregszerű mikrotubulusokból. Pleziomorf jellegük a mizocitózis jelenléte, azonban apomorf a szubpellikuláris mikrotubulusok hiánya.

## Életciklus
Az Archigregarinorida csak tengerben él, és orofekális úton terjed. Feltehetően minden fajában található merogónia, gamogónia és sporogónia.
Minden fajban fajtól függően 4 vagy több, apikális komplexszel rendelkező sporozoita lép ki az oocisztákból, megy a megfelelő üregbe, és halad át a közvetlen környezetében a gazdához tartozó sejteken. A sporozoiták a gazdasejtben jelennek meg, táplálkozás után nagyobb trofozoitákká válnak. Egyes fajok trofozoitái és sporozoitái képesek ivartalan szaporodásra (szkizogónia vagy merogónia). A legtöbb faj életciklusában azonban nincs szkizogónia vagy merogónia.

## Fordítás
Ez a szócikk részben vagy egészben  az   Archigregarinorida című angol Wikipédia-szócikk ezen változatának fordításán alapul.  Az eredeti cikk szerkesztőit annak laptörténete sorolja fel. Ez a jelzés csupán a megfogalmazás eredetét és a szerzői jogokat jelzi, nem szolgál a cikkben szereplő információk forrásmegjelöléseként.